# Аэропорты Регионов
АО УК «Аэропорты Регионов» — российский аэропортовый холдинг, осуществляющий управление региональными аэропортами на территории России и Казахстана. В настоящее время в холдинг входят следующие аэропорты:
1. Аэропорт «Маншук Маметовой»  (г. Уральск, Казахстан), IATA: URA
2. Аэропорт «Кольцово»  (г. Екатеринбург), IATA: SVX
3. Аэропорт «Курумоч» (г. Самара), IATA: KUF
4. Аэропорт «Чкалов» (г. Нижний Новгород), IATA: GOJ
5. Аэропорт «Платов» (г. Ростов-на-Дону), IATA: ROV
6. Аэропорт «Гагарин» (г. Саратов), IATA: GSV[1]
7. Аэропорт «Елизово» (г. Петропавловск-Камчатский), IATA: PKC
8. Аэропорт «Новый Уренгой» (г. Новый Уренгой), IATA: NUX
9. Аэропорт «Ремезов» (г. Тобольск), IATA: RMZ[2]
10. Аэропорт «Игнатьево» (г. Благовещенск), IATA: BQS
11. Аэропорт Оренбурга (г. Оренбург), IATA: REN

Генеральным директором является Евгений Чудновский. Штаб-квартира компании расположена в Москве.

## Деятельность
В рамках частно-государственного партнерства управляющая компания «Аэропорты Регионов» осуществляет программы комплексного развития крупных авиацентров России: создает новую современную высокотехнологичную инфраструктуру – пассажирские и грузовые терминалы, приаэропортовые отели, производственные и транспортные объекты; активно развивает авиационные связи между регионами страны и зарубежья, возрождает утраченные в постсоветские годы региональные авиамаршруты; внедряет единые корпоративные стандарты управления, оптимизирует производственные и технологические процессы – создает все условия для успешного развития авиационного бизнеса и авиаперевозок в России.
По итогам 2023 года пассажиропоток УК «Аэропорты Регионов» составил 17,4 млн. человек.
Компания завершила строительство новых терминалов в аэропортах Кольцово в Екатеринбурге, Курумоч в Самаре, Стригино в Нижнем Новгороде, Платов в Ростове-на-Дону, Гагарин в Саратове и в Новом Уренгое. В настоящее время ведутся работы по строительству новых аэровокзальных комплексов в аэропортах Петропавловска-Камчатского, Оренбурга и Благовещенска. 
В рамках импортозамещения ПО в российской авиации в 2024 году «Аэропорты Регионов» мигрировали на российскую платформу ORS LDCS, также компания разработала и внедрила собственную систему розыска багажа Bags Поиск и платформу общего доступа AR Cute

## Пассажиропоток аэропортов
| Аэропорт      | 2010      | 2011       | 2012       | 2013       | 2014        | 2015       | 2016       | 2017         | 2018         | 2019         |
| Кольцово      | 2 748 919 | ▲3 355 883 | ▲3 783 069 | ▲4 293 002 | ▲4 526 167  | ▼4 247 541 | ▲4 300 000 | ▲5 404 000   | ▲6 103 000   | ▲6 363 000   |
| Платов        | 1 440 500 | ▲1 716 200 | ▲1 873 600 | ▲2 191 100 | ▲2 342 300  | ▼2 062 800 | ▲2 095 000 | ▲2 776 000   | ▲3 236 000   | ▼3 060 000   |
| Курумоч       | 1 570 911 | ▲1 740 641 | ▲1 890 483 | ▲2 167 728 | ▲2 377 418  | ▼2 208 127 | ▼2 092 000 | ▲2 649 000   | ▲3 086 000   | ▼3 010 000   |
| Стригино      | 376 799   | ▲461 424   | ▲747 165   | ▲917 424   | ▲1 131 874  | ▼952 078   | ▼780 000   | ▲996 000     | ▲1 140 000   | ▼1 128 000   |
| Елизово       |           |            |            |            |             |            |            |              | 697 000      | ▲759 000     |
| Новый Уренгой |           |            |            |            |             |            |            |              | 937 000      | ▲980 000     |
| Гагарин       |           |            |            |            |             |            |            |              |              | 223 000      |
| Итого         | 6 513 928 | ▲7 274 148 | ▲8 294 317 | ▲9 783 704 | ▲10 377 759 | ▼9 470 546 | ▼9 267 546 | ▲ 11 786 000 | ▲ 15 236 000 | ▲ 15 558 000 |